# Premio Hugo per la miglior rappresentazione drammatica
Il premio Hugo per la migliore rappresentazione drammatica (Hugo Award for Best Dramatic Presentation) è un riconoscimento che veniva assegnato a un film, telefilm, radiodramma, programma radiofonico, opera teatrale o musicale, videogioco sia di genere fantascientifico che fantasy, dalla World Science Fiction Society.
Il premio è stato messo in palio dal 1958 fino al 2002 anche se negli anni 1959, 1963, 1964, 1966, 1971 e 1977, la giuria ha ritenuto che nessuna opera potesse aggiudicarsi il riconoscimento. A partire dal 2003 il riconoscimento è stato suddiviso in due categorie:
- Premio Hugo per la migliore rappresentazione drammatica, forma lunga (Hugo Award for Best Dramatic Presentation, Long Form);
- Premio Hugo per la migliore rappresentazione drammatica, forma breve (Hugo Award for Best Dramatic Presentation, Short Form).

## Vincitori
Di seguito i premi assegnati dal 1958 al 2002:

### Anni 1950
- 1958: Radiazioni BX: distruzione uomo (The Incredible Shrinking Man)
- 1959: Non assegnato

### Anni 1960
- 1960: The Twilight Zone (serie televisiva)
- 1961: The Twilight Zone (serie televisiva)
- 1962: The Twilight Zone (serie televisiva)
- 1963: Non assegnato
- 1964: Non assegnato
- 1965: Il dottor Stranamore - Ovvero: come ho imparato a non preoccuparmi e ad amare la bomba (Dr. Strangelove or: How I Learned to Stop Worrying and Love the Bomb)
- 1966: Non assegnato
- 1967: Star Trek (telefilm), episodio L'ammutinamento (The Menagerie)
- 1968: Star Trek (telefilm), episodio Uccidere per amore (The City on the Edge of Forever)
- 1969: 2001: Odissea nello spazio (2001: A Space Odyssey)

### Anni 1970
- 1970: Notiziari di informazione sulla missione Apollo 11
- 1971: Non assegnato
- 1972: Arancia meccanica (A Clockwork Orange)
- 1973: Mattatoio 5 (Slaughterhouse-Five)
- 1974: Il dormiglione (Sleeper)
- 1975: Frankenstein Junior (Young Frankenstein)
- 1976: Un ragazzo, un cane, due inseparabili amici (A Boy and His Dog)
- 1977: Non assegnato
- 1978: Guerre stellari (Star Wars)
- 1979: Superman

### Anni 1980
- 1980: Alien
- 1981: L'Impero colpisce ancora (The Empire Strikes Back)
- 1982: I predatori dell'arca perduta (Raiders of the Lost Ark)
- 1983: Blade Runner
- 1984: Il ritorno dello Jedi (Return of the Jedi)
- 1985: 2010 - L'anno del contatto (2010)
- 1986: Ritorno al futuro (Back to the Future)
- 1987: Aliens - Scontro finale (Aliens)
- 1988: La storia fantastica (The Princess Bride)
- 1989: Chi ha incastrato Roger Rabbit (Who Framed Roger Rabbit)

### Anni 1990
- 1990: Indiana Jones e l'ultima crociata (Indiana Jones and the Last Crusade)
- 1991: Edward mani di forbice (Edward Scissorhands)
- 1992: Terminator 2 - Il giorno del giudizio (Terminator 2: Judgment Day)
- 1993: Star Trek: The Next Generation (telefilm), episodio Una vita per ricordare (The Inner Light)
- 1994: Jurassic Park
- 1995: Star Trek: The Next Generation (telefilm), episodio Ieri, oggi, domani (All Good Things...)
- 1996: Babylon 5 (telefilm), episodio L'arrivo delle Ombre (The Coming of Shadows)
- 1997: Babylon 5 (telefilm), episodio Sogni spezzati (Severed Dreams)
- 1998: Contact
- 1999: The Truman Show

### Anni 2000
- 2000: Galaxy Quest
- 2001: La tigre e il dragone (Crouching Tiger, Hidden Dragon)
- 2002: Il Signore degli Anelli - La Compagnia dell'Anello (The Lord of the Rings: The Fellowship of the Ring)